# Sidney Altman
Sidney Altman (ur. 7 maja 1939 w Montrealu, zm. 5 kwietnia 2022 w Rockleigh) – kanadyjsko-amerykański biolog molekularny.

## Pochodzenie
Matka Altmana pochodziła z Białegostoku. Przybyła do Kanady z siostrą w wieku osiemnastu lat, uczyła się angielskiego i pracowała w fabryce włókienniczej, aby zarobić pieniądze na przyjazd reszty swojej rodziny do Quebecu. Ojciec Altmana urodził się na Ukrainie.

## Edukacja
Ukończył studia fizyczne w Massachusetts Institute of Technology. Po stypendiach naukowych tam oraz na Uniwersytecie Harvarda zaczął wykładać na Uniwersytecie Yale (w New Haven). Badał budowę rybonukleaz. W 1989 otrzymał (wraz z Thomasem Cechem) Nagrodę Nobla w dziedzinie chemii za odkrycie, że RNA może pełnić rolę biokatalizatora.